# Morelos (Chihuahua)
Morelos es una localidad localizada en el estado mexicano de Chihuahua. Pertenece al municipio homónimo del cual es cabecera.